# Свети Пантелеймон (Пилеа)
Вижте пояснителната страница за други значения на Свети Пантелеймон.
„Свети Пантелеймон“ (на гръцки: Αγίου Παντελεήμονος Πανοράματος) е средновековна православна църква над солунското предградие Панорама.
Руините на църквата са разположени в планината Хортач (Хортиатис), северно от Пилеа, на границите с Пейзаново (Асвестохори). Построена е в късновизантийския период като католикон на стар манастир. Във вътрешността са запазени част от стенописите.
В 1987 година църквата е обявена за паметник на културата.